# Joseph Fornieri
Joseph R. Fornieri (ur. 27 czerwca 1965) – amerykański historyk, politolog. Profesor nauk politycznych w Rochester Institute of Technology. Zajmuje się ideologią polityczną Abrahama Lincolna.

## Twórczość literacka
- Abraham Lincoln's Political Faith
- Lincoln's American Dream